# إدواردو إسكوبار
إدواردو إسكوبار (بالإسبانية: Eduardo Escobar) هو لاعب كرة قاعدة فنزويلي، ولد في 5 يناير 1989 في Villa de Cura ‏ في فنزويلا.

## وصلات خارجية
- إدواردو إسكوبار على موقع دوري كرة القاعدة الرئيسي (الإنجليزية)
- إدواردو إسكوبار على موقعبيزبول رفرنس.كوم (الدوري الرئيسي) (الإنجليزية)
- إدواردو إسكوبار على موقعبيزبول رفرنس.كوم (الدوري الثانوي) (الإنجليزية)
- إدواردو إسكوبار على موقع إي إس بي إن.كوم (أم.أل.بي) (الإنجليزية)
- إدواردو إسكوبار على موقع مشجعي الرسوم البيانية (الإنجليزية)